# 野叟曝言
《野叟曝言》，清代夏敬渠著于乾隆中的章回小说。全书二十卷，一百五十四回。
1940年代曾有有一部电影《文素臣》是根据《野叟曝言》改编的。臺灣知名的布袋戲劇碼《雲州大儒俠》，也是改編於此書。

## 內容
主角名為文白，字素臣，是明代人，因為閹黨秉政，政治黑暗，文素臣周遊天下，也救了幾位美女才女璇姑、素娥和湘灵，都娶為妻妾，更在因緣際會之下建功立業，成為宰相。他曾經為皇帝治病、平定廣西苗族、倭寇、還在諸侯王謀反時勤皇保駕。皇帝以水安公主红豆配为次妻。之後素臣更剷除異教，將日本、蒙古、印度等國的宗教消滅，使其盡信儒家。
然而《野叟曝言》在宣揚道學之餘，又將儒家思想與情慾結合，连篇累牍地进行荒诞的淫乱行为的描写，其程度即便與《金瓶梅》相比亦不遑多讓。《野叟曝言》中写龙虎山道士传授给李又全“食精之术”，說多吃可长生不老。文素臣在李又全的妾婢挑逗下就要射出精液，她们将文素臣的阳具从墙上一个洞中穿过，在墙外李又全张嘴等着吞飲。作者還繪聲繪影的描写女性阴道动作发出的声音：“众人侧耳细听，有春蚕食叶声，有秋虫振羽声，有香露滴花声，有暗泉流石声……。”
此書結尾寫文素臣之母百岁寿诞，前來献寿的外國使者竟有70国之多，詔以“镇国卫圣、仁孝慈寿、宣成文母水太君”称之。凡人臣荣显之事，无不毕具。结尾写除夕夜，文素臣六世同做一梦，意谓文素臣当列於圣贤如韓愈的地位。
《野叟曝言》成书于乾隆年间，最早以抄本流传，光绪年间始有刊行。作者夏敬渠（1705-1787）出身弟子員，江阴人，但也是江湖知名的遊俠。他雖抱負不凡，却终于“经猷莫展”，仕途无望。只得“野老无事，曝日清谈”，写成这部小说。文白二字是個字謎，即「夏」，主角即作者本人的寫照，像文素臣這般成為大臣，娶得美女，是作者的夢想。《野叟曝言》作品中有大量的知识炫耀和学问展示，鲁迅《中国小说史略》说它“以小说为庋学问文章之具”，乃清代“才學小說”之首。例如第78回大量的篇幅都在讨论陈寿《三国志》，其文字則抄至作者史学论著《读史余论》。《野叟曝言》插入大量学术论述於書中屢見不鮮，這些言論與人物形象的描寫無關，更阻礙故事情节的发展，讀來令人生厭。